# Chiesa di Sant'Orsola (Mantova)
La chiesa di Sant'Orsola fu costruita nel 1608 da Antonio Maria Viani, architetto della corte ducale dei Gonzaga a Mantova. L'edificio era incorporato nel complesso monastico omonimo demolito nel 1930. A pianta ottagonale di matrice lombarda, la facciata consta di un unico ordine con mezze colonne aggettanti.

## Storia

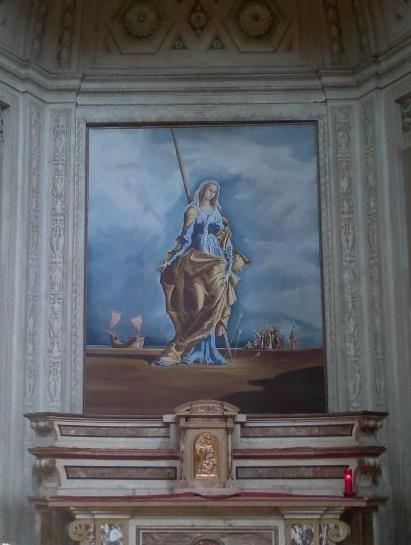
La pala di Sant'Orsola, posta sull'altare maggiore

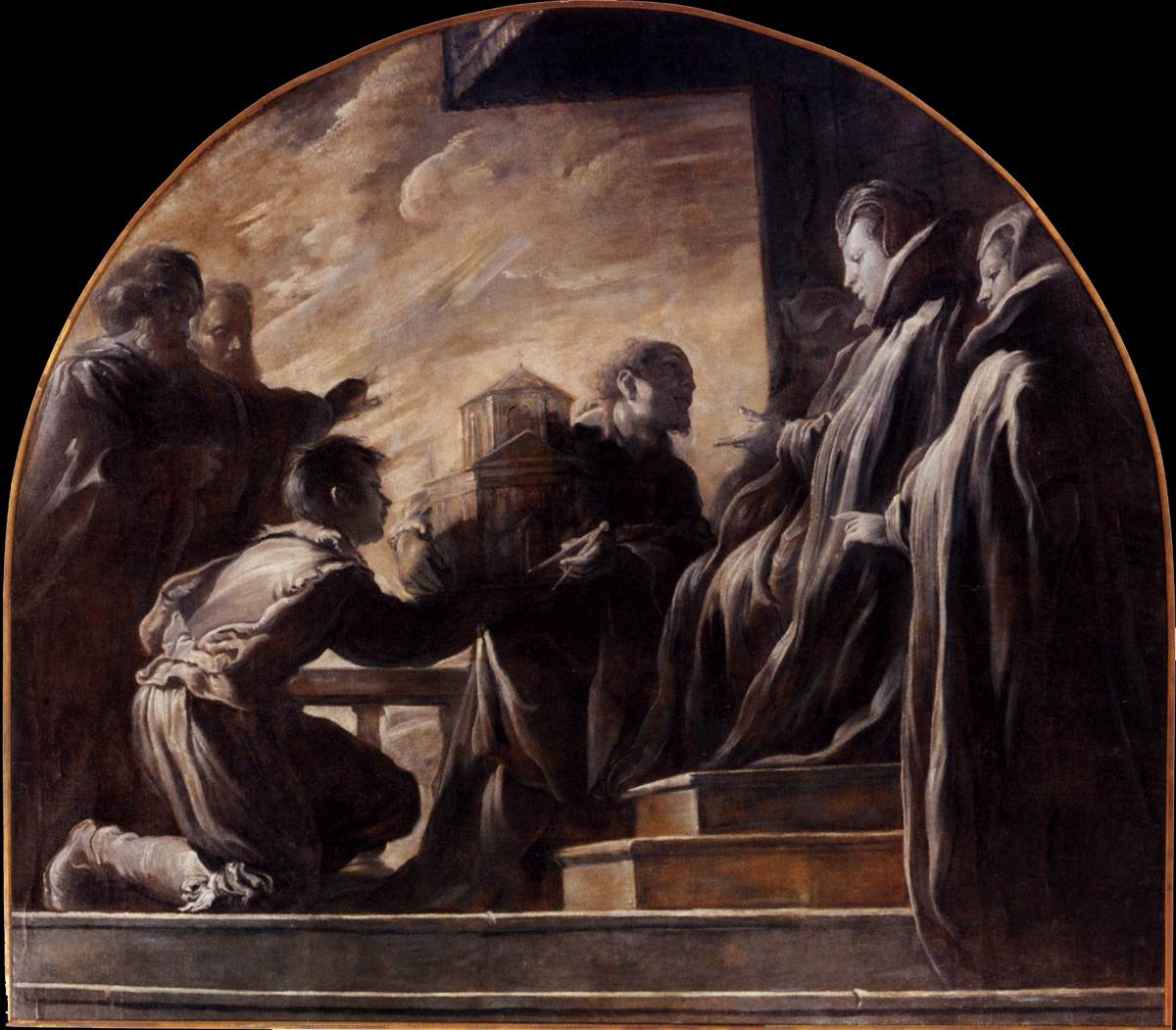
Margherita Gonzaga riceve il modello della chiesa di Sant'Orsola, Domenico Fetti, Palazzo Ducale di Mantova

All'origine della chiesa ci fu l'opera di Margherita Gonzaga, che nel 1597 rimasta vedova del duca Alfonso II d'Este, decise di tornare a Mantova. Non volendo rimanere inoperosa alla corte del fratello Vincenzo, istituì un convento in contrada Borre e nel sobborgo di Pradella. Non soddisfatta di un semplice oratorio dedicato a Santa Margherita, diede incarico al prefetto delle fabbriche ducali, Antonio Maria Viani, di costruire un edificio religioso più grande e degno di quello allora esistente. Era l'anno 1608, anno nel quale Margherita decise altresì di prendere definitiva dimora presso il convento da lei fondato e destinato ad essere una corte parallela a quella ducale.
La chiesa viene ultimata in quattro anni e dedicata a Sant'Orsola. Entrò, quindi, a far parte del complesso monastico omonimo composto da edifici alternati a chiostri, cortili, giardini, collegati attraverso portici e corsie. Vi erano ospitate cinquanta monache in ambienti e stanze al loro servizio, così come la duchessa Margherita aveva a disposizione un proprio appartamento con stanze per le nobildonne che desideravano ritirarsi nel monastero per periodi limitati.
Ad onore e merito di Margherita Gonzaga, si deve l'arricchimento iconografico dell'interno della chiesa. Ognuno degli altari sarà corredato da pale e quadri di pittori di grande valore: Domenico Fetti e sua sorella Lucrina, monaca essa stessa, Lodovico Carracci, Carlo Bononi, Antonio Maria Viani.
Tra il 1782 e il 1786 Giuseppe II soppresse, tra gli altri, il convento di Sant'Orsola. Il complesso di edifici, dopo esser stato caserma, venne adattato a ospitare l'ospedale civile cittadino. Quando quest'ultima funzione venne meno con la costruzione del nuovo ospedale in località Pompilio, gli antichi edifici monastici vennero demoliti. Dalla furia demolitrice si salvò sostanzialmente la sola chiesa di sant'Orsola che divenne edificio d'angolo tra l'antico corso Pradella e la nuova e moderna Via Bonomi, tracciata dopo le demolizioni degli anni trenta del XX sec.

### Sepolti illustri
- Margherita Gonzaga (†1618), fondatrice del convento[1].
- Isabella Clara d'Austria (†1685), moglie di Carlo II di Gonzaga Nevers[1]